# Túnel de Seikan

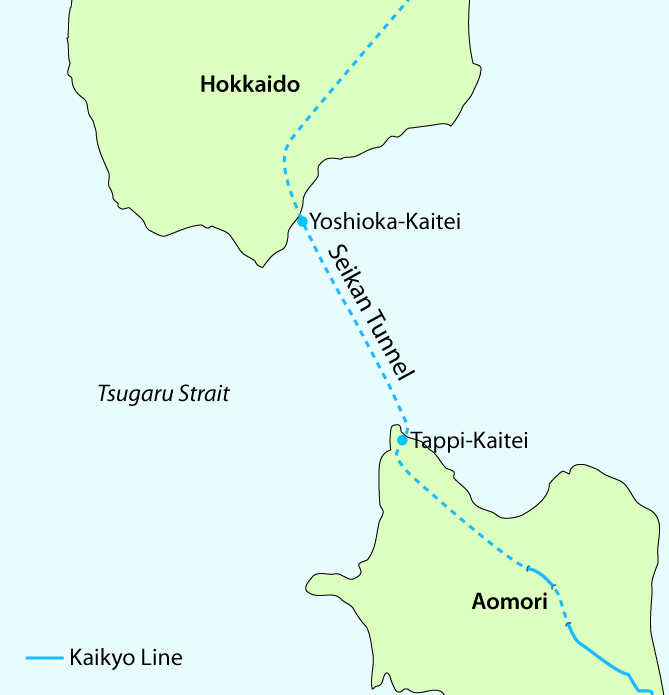
Mapa del túnel de Seikan

El túnel de Seikan (en japonès 青函トンネル Seikan Tonneru, o 青函隧道 Seikan Zuidō) és un túnel ferroviari. Enllaça les illes japoneses de Honshū i Hokkaidō a través de l'estret de Tsugaru. Es va inaugurar l'any 1988. Està construït 100 m per davall del fons del mar i a 240 m sota el nivell del mar. Van ser necessaris 25 anys d'obres per a construir-lo.
Va ser el túnel més llarg del món amb 53,85 km de longitud (23,3 km sota la mar) fins que el 2016 el Túnel del Sant Gotard amb 57,09 km el va superar.
El nom de Seikan (青函) és una contracció dels noms de les ciutats principals de cada extrem del túnel. El primer caràcter prové de 青森 (Aomori) i l'altre de 函館 (Hakodate).
Està relativament poc utilitzat, perquè el viatge aeri és més ràpid i barat.
Des del 26 de març del 2016 els trens Shinkansen passen per el túnel després de la inauguració de la línia entre les estacions de Shin-Aomori i Shin-Hakodate-Hokuto.
El túnel de Seikan és el túnel submarí més llarg del món per longitud total (el túnel de la Manxa, encara que és més curt, té un segment submarí més llarg). També és el segon túnel de transport més profund sota el nivell del mar després del túnel de Ryfylke, un túnel de carretera a Noruega que es va obrir el 2019, i el segon túnel ferroviari de la línia principal més llarg després del túnel de base del Gotthard a Suïssa, obert el 2016.

## Història

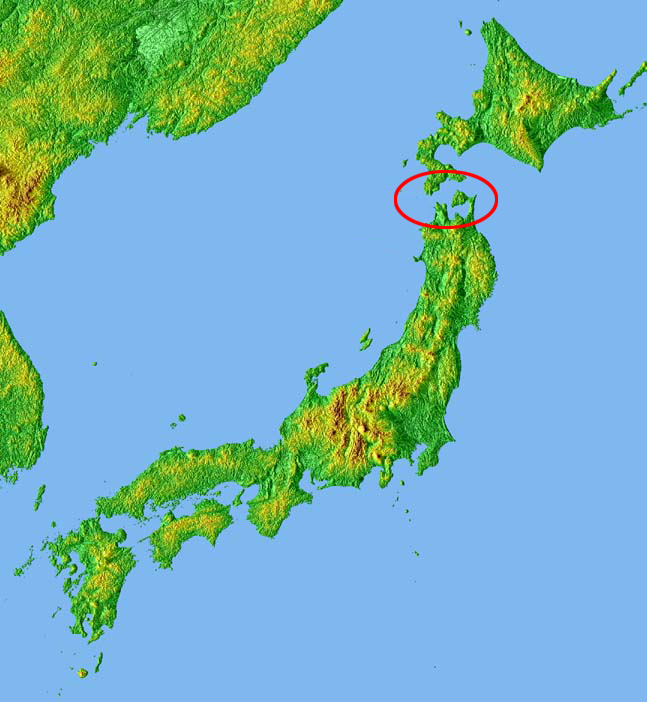
Localització de l'estret de Tsugaru al Japó

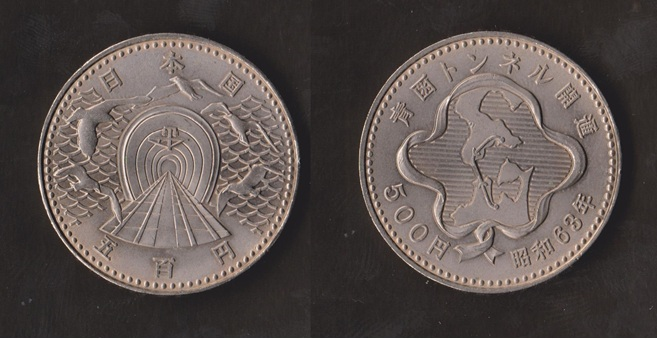
Moneda de 500 iens del túnel Seikan de 1988

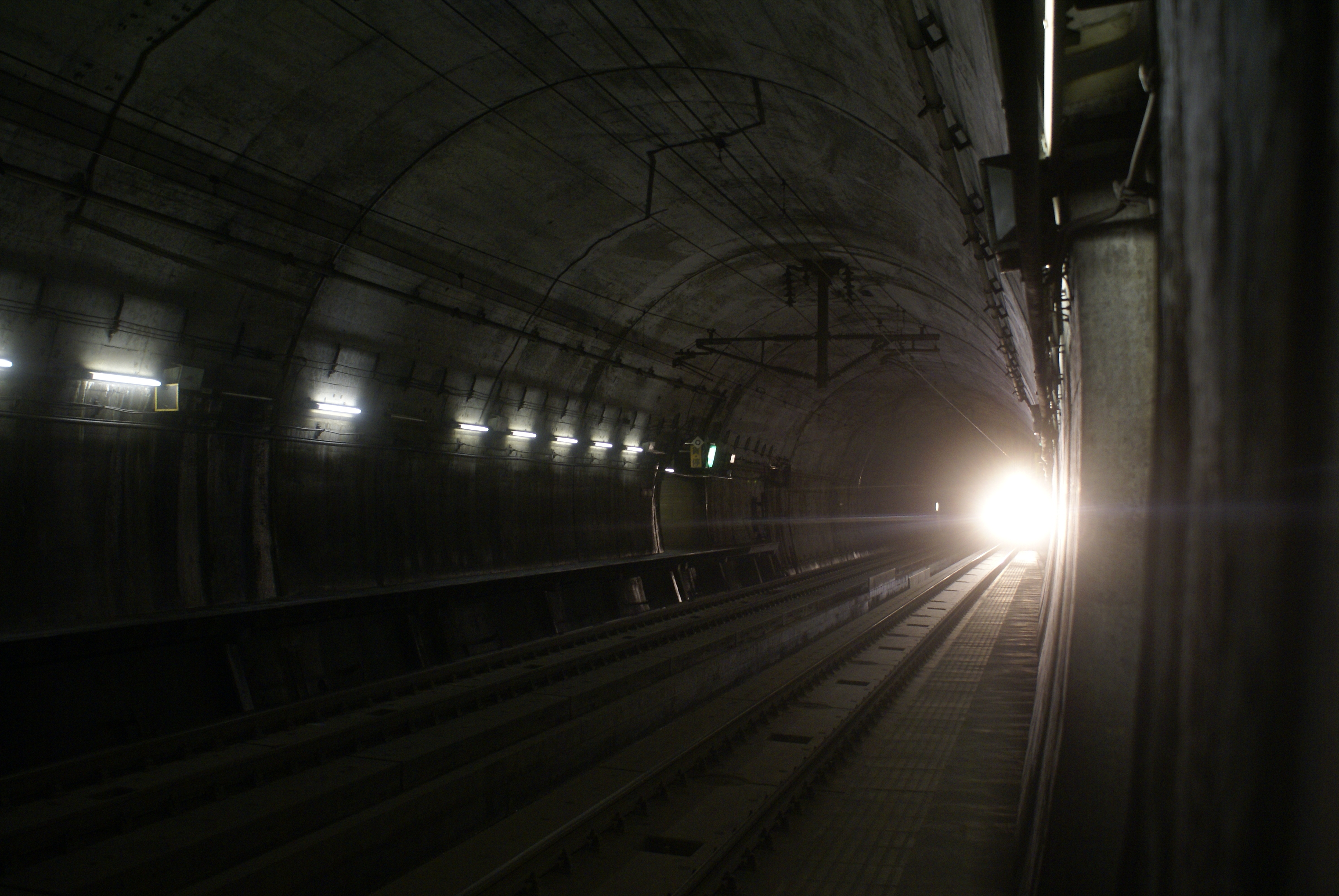
Tren que s'acosta a l'estació de Tappi-Kaitei, el juliol de 2008

La connexió de les illes Honshū i Hokkaido mitjançant un enllaç fix s'havia plantejat des del període Taishō (1912-1925), però només l'any 1946 es va iniciar una agrimensura seriosa, induïda per la pèrdua de territori d'ultramar al final de la Segona Guerra Mundial i la necessitat d'acomodar-se a la situació. El 1954, cinc ferris, inclòs el Tōya Maru, es van enfonsar a l'estret de Tsugaru durant un tifó, i van matar 1.430 passatgers. L'any següent, els ferrocarrils nacionals japonesos (JNR) van accelerar l'estudi de viabilitat del túnel. També preocupava l'augment del trànsit entre les dues illes. Una economia en auge va veure que els nivells de trànsit al ferri Seikan operat per JNR es van duplicar fins a 4.040.000 passatgers/any des del 1955 al 1965, i els nivells de càrrega van augmentar 1,7 vegades fins a 6.240.000 tones/any. Les projeccions de previsió de trànsit entre illes fetes el 1971 van predir un creixement creixent que eventualment superaria la capacitat de la instal·lació del moll del ferri, que estava limitada per les condicions geogràfiques.
El setembre de 1971 es va prendre la decisió d'iniciar les obres del túnel. Es va seleccionar una secció transversal compatible amb Shinkansen, amb plans per ampliar la xarxa Shinkansen. Es va procedir a una construcció àrdua en condicions geològiques difícils. Trenta-quatre treballadors van morir durant la construcció. El 27 de gener de 1983, el primer ministre japonès Yasuhiro Nakasone va prémer un interruptor que va provocar una explosió que va completar el túnel pilot. De la mateixa manera, el 10 de març de 1985, el ministre de Transport Tokuo Yamashita va obrir simbòlicament el túnel principal.
La necessitat del projecte es va qüestionar diverses vegades durant la construcció, ja que les prediccions de trànsit de 1971 eren sobreestimades. En lloc d'augmentar la taxa de trànsit tal com es preveia fins a un màxim el 1985, va assolir el màxim abans del 1978 i després va disminuir. La disminució es va atribuir a la desacceleració de l'economia japonesa des de la primera crisi del petroli el 1973 i als avenços realitzats en les instal·lacions de transport aeri i en el transport marítim de llarg recorregut.
El túnel es va obrir el 13 de març de 1988, amb un cost total d'1,1 bilions de ¥ (7.000 milions de dòlars EUA), gairebé 12 vegades el pressupost original, gran part dels quals es va deure a la inflació al llarg dels anys. Per commemorar l'esdeveniment, la Casa de la Moneda del Japó va emetre una moneda commemorativa de 500 iens que representava el túnel el 1988. Un cop acabat el túnel, tot el transport ferroviari entre Honshu i Hokkaido el va utilitzar. No obstant això, per al transport de passatgers, el 90% de les persones utilitzen els viatges aeri per la velocitat i el cost. Per exemple, viatjar entre Tòquio i Sapporo en tren triga vuit hores (estació de Tòquio i estació de Shin-Sapporo), amb trasllat de Shinkansen al tren exprés de via estreta a Hakodate. En avió, el trajecte és d'1 hora i 45 minuts, o tres hores i trenta minuts inclosos els horaris d'accés a l'aeroport. La desregulació i la competència en els viatges aeris nacionals japonesos han fet baixar els preus de la ruta Tòquio-Sapporo, fent que el ferrocarril sigui més car en comparació.
El servei de tren nocturn Hokutosei va començar després de la finalització del túnel de Seikan; un servei de tren nocturn de Cassiopeia posterior i més luxós sovint estava completament reservat. Tots dos es van retirar després de l'inici dels serveis Hokkaido Shinkansen (l'agost de 2015 i març de 2016 respectivament), i els trens de mercaderies van ser l'únic servei regular que va utilitzar la línia de via estreta des d'aquell moment. JR Hokkaido està explorant l'ús de la tecnologia " Tren on Train " per eliminar l'amenaça que l'ona de xoc creada davant dels trens Shinkansen que viatgen a tota velocitat suposa per als trens de mercaderies que operen a la via de via estreta estàndard japonesa en un túnel. Si té èxit, permetrà que l'Hokkaido Shinkansen viatgi a tota velocitat dins del túnel en el futur.
Els trens Shinkansen circulen pel túnel fins a l'estació de Shin-Hakodate-Hokuto a Hakodate, connectant les estacions de Tòquio i Shin-Hakodate-Hokuto en quatre hores i dos minuts, a una velocitat màxima de 140 km/h dins del túnel i 260 km/h fora d'ell, i 320 km/h al sud de Morioka. S'esperava que el 2018 s'inauguraria un servei diari a 260 km/h a través del túnel. El març de 2019, un límit de velocitat de 160 km/h el límit de velocitat va permetre els serveis Tòquio-Shin-Hakodate en 3h58. Es proposa que l'etapa final s'obri a l'estació de Sapporo l'any 2031 i s'espera que redueixi a cinc hores el viatge en tren Tòquio-Sapporo. L’Hokkaido Shinkansen serà operat per JR Hokkaido.

## Cronologia de construcció
- 24 d'abril de 1946: comença l'estudi geològic.[6]

- 26 de setembre de 1954: el ferri del tren Tōya Maru s'enfonsa a l'estret de Tsugaru.[6]

- 23 de març de 1964: es crea la Corporació Pública de Construcció Ferroviària del Japó.[6]

- 28 de setembre de 1971: Comença la construcció del túnel principal.[6]

- 27 de gener de 1983: Avenç del túnel pilot.[6]

- 10 de març de 1985: ruptura del túnel principal.[6]

- 13 de març de 1988: s'obre el túnel.

- 26 de març de 2016: els serveis Shinkansen comencen a operar a través del túnel, els serveis regulars de passatgers de via estreta a través del túnel cessen.[16]

## Topografia, construcció i geologia
| Any  | Passatgers (persones/any) | Càrrega (t/any) | Mode                                  |
| ---- | ------------------------- | --------------- | ------------------------------------- |
| 1955 | 2.020.000                 | 3.700.000       | Ferri Seikan                          |
| 1965 | 4.040.000                 | 6.240.000       | Ferri Seikan                          |
| 1970 | 9.360.000                 | 8.470.000       | Ferri Seikan                          |
| 1985 | 9.000.000                 | 17.000.000      | Previsió 1971                         |
| 1988 | ~3.100.000                | —               | Túnel de Seikan                       |
| 1999 | ~1.700.000                | —               | Túnel de Seikan                       |
| 2001 | —                         | > 5.000.000     | Túnel de Seikan                       |
| 2016 | 2.110.000                 | —               | Túnel de Seikan (Hokkaido Shinkansen) |
|      |                           |                 |                                       |

Secció transversal típica del túnel. (1) Túnel principal, (2) túnel de servei, (3) túnel pilot, (4) galeria de connexió

Diagrama de perfil de la secció submarina del túnel

L'estudi va començar el 1946 i la construcció va començar el 1971. A l'agost de 1982, quedaven per excavar menys de 700 metres del túnel. El primer contacte entre les dues parts va ser el 1983. L'estret de Tsugaru té colls oriental i occidental, tots dos d'uns 20 km. Els estudis inicials realitzats el 1946 van indicar que el coll oriental tenia fins a 200 m de profunditat amb geologia volcànica. El coll occidental tenia una profunditat màxima de 140 m i una geologia formada principalment per roques sedimentàries del període Neogen. Es va seleccionar el coll de ponent, amb les seves condicions considerades favorables per fer túnels.
La geologia de la part submarina del túnel consta de roca volcànica, roca piroclàstica, així com roca sedimentària del període Neogen. La zona està plegada en un sinclinal gairebé vertical, la qual cosa significa que la roca més jove es troba al centre de l'estret i es troba l'última. Dividit aproximadament en terços, el costat de Honshū està format per roques volcàniques (sobretot andesita i basalt); el costat de Hokkaido està format per roques sedimentàries (sobretot tuf i fang del període terciari); i la part central està formada per estrats de Kuromatsunai (pedra fangosa semblant a sorra del període terciari). Les intrusions i falles ígnies van provocar l'aixafament de la roca i van complicar els procediments de túnel.
La investigació geològica inicial va tenir lloc entre 1946 i 1963, que va implicar la perforació del fons marí, estudis sonors, sondatges submarins, observacions amb un minisubmarí, així com estudis sísmics i magnètics. Per a una major comprensió, es va realitzar una perforació pilot horitzontal al llarg de la línia del servei i dels túnels principals. El túnel es va produir simultàniament des de l'extrem nord i el sud. Els trams de secà es van abordar amb tècniques tradicionals de túnel de muntanya, amb un únic túnel principal. Tanmateix, per als 23,3 km de part submarina, es van excavar tres forats amb diàmetres creixents respectivament: un túnel pilot inicial, un túnel de servei i finalment el túnel principal. El túnel de servei es connectava periòdicament al túnel principal amb una sèrie de derivacions de connexió, a intervals de 600-1000 m. El túnel pilot serveix com a túnel de servei per a la part central de cinc quilòmetres. Sota l'estret de Tsugaru, es va abandonar l'ús d'una tuneladora (TBM) després de menys de 2 km a causa de la naturalesa variable de la roca i la dificultat d'accés a la cara per a un rejuntat avançat. Aleshores s'utilitzava per excavar voladura amb dinamita i picking mecànic.

## Manteniment
Un informe de 2002 de Michitsugu Ikuma va descriure, per a la secció submarina, que "l'estructura del túnel sembla mantenir-se en bon estat". La quantitat d'entrada ha anat disminuint amb el temps, tot i que "augmenta just després d'un gran terratrèmol". El març de 2018, als 30 anys, els costos de manteniment van ascendir a 30.000 milions de iens o 286 milions de dòlars des de 1999. Els plans són augmentar la velocitat i proporcionar comunicació mòbil a tota la pista.

## Estructura
Inicialment, només es va col·locar una via de via estreta de 1067 mm a través del túnel, però el 2005 es va iniciar la construcció del projecte Hokkaido Shinkansen que incloïa la col·locació de via doble (que proporcionava capacitat de via d'ample estàndard) i l'ampliació de la xarxa Shinkansen a través del túnel. Els serveis de Shinkansen a Hakodate van començar el març de 2016 i es proposa que s'ampliïn a Sapporo el 2031. El túnel en té 52 km de via fèrria.
Hi ha dues estacions dins del túnel: l'estació de Tappi-Kaitei i l'estació de Yoshioka-Kaitei. Serveixen com a punts d'evacuació d'emergència. En cas d'incendi o un altre desastre, les estacions proporcionen la seguretat equivalent a un túnel molt més curt. L'eficàcia dels canals d'escapament a les estacions d'emergència es millora amb ventiladors d'extracció per extreure el fum, càmeres de televisió per ajudar els passatgers a la seguretat, sistemes d'alarma d'incendis tèrmics (infrarojos) i broquets d'aigua. Abans de la construcció del Hokkaido Shinkansen, ambdues estacions contenien museus que detallaven la història i la funció del túnel que es podien visitar en visites turístiques especials. Els museus ja estan tancats i l'espai ofereix emmagatzematge per a treballs al Hokkaido Shinkansen. Les dues van ser les primeres estacions de ferrocarril del món construïdes sota el mar.

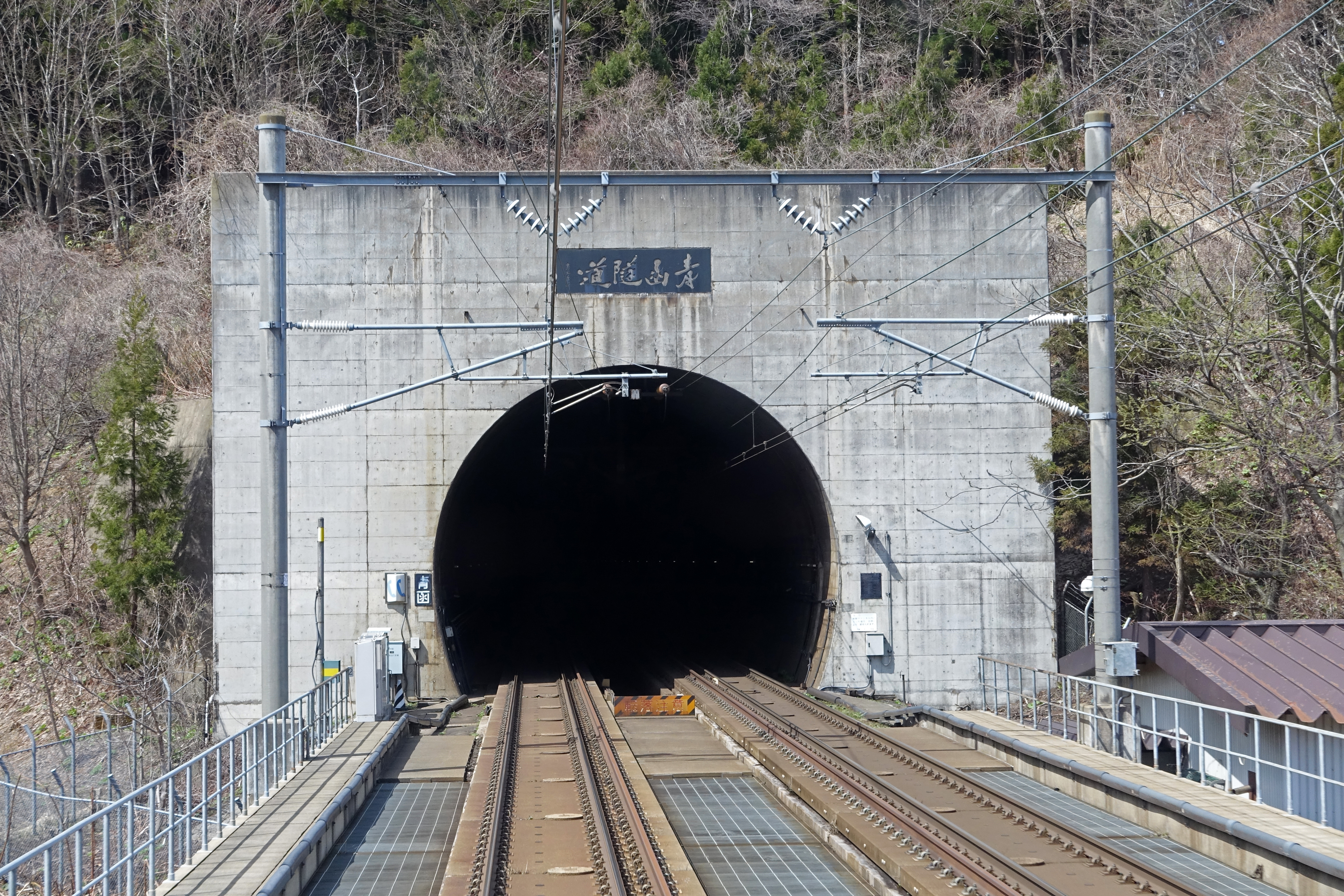
Entrada al túnel des del costat de Honshu. Les vies de doble via són visibles
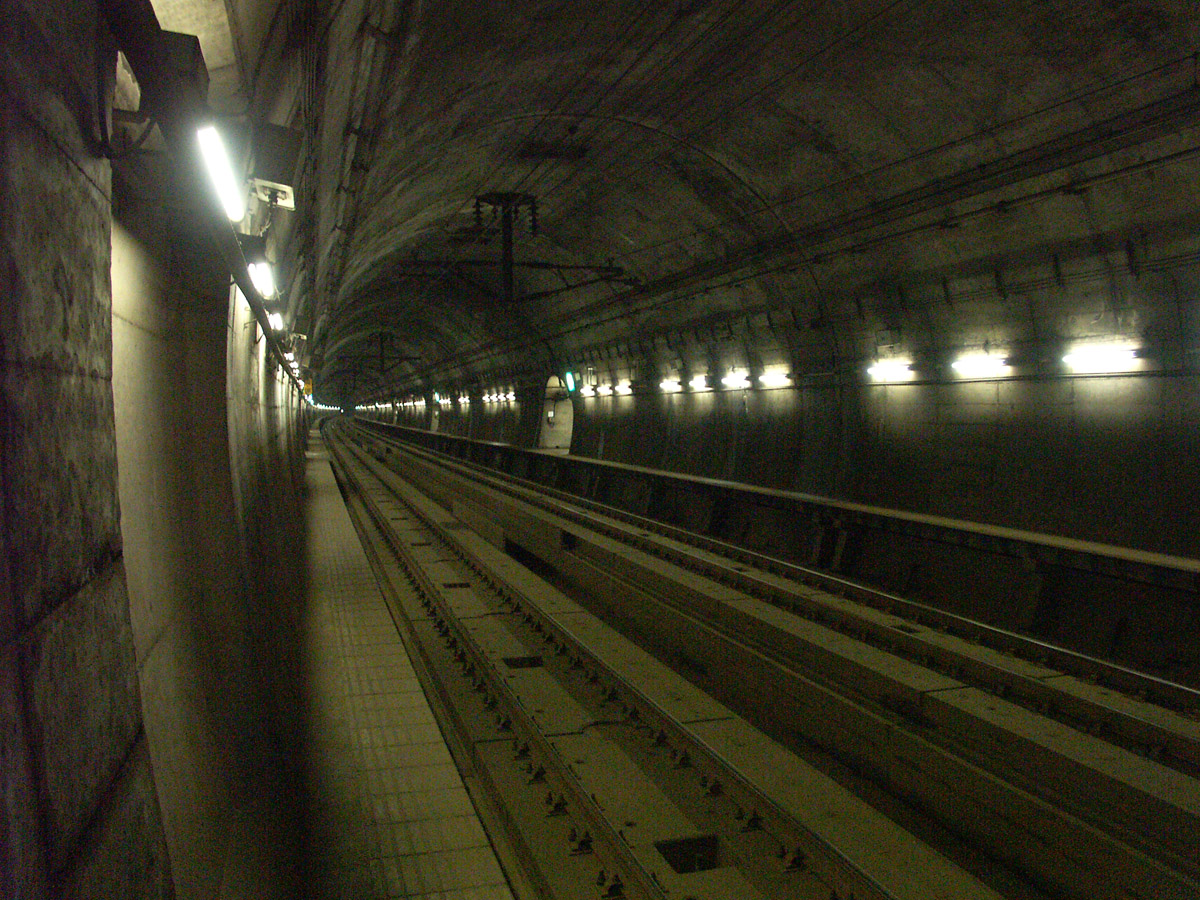
Estació de Yoshioka-Kaitei, plataforma al túnel de Seikan